# 涂文奎
涂文奎（1557年—1596年），字汝光，號斗阳，江西南昌府南昌縣人，軍籍，明朝政治人物。

## 生平
萬曆十年壬午科江西鄉試第七十四名，萬曆十一年（1583年）癸未科會試第一百二十九名，登三甲第一百二十三名進士。都察院觀政，本年官廣東香山县知县，十七年升杭州府同知，二十三年升瓊州府知府。二十四年卒。

## 家族
曾祖涂儒，曾任知縣；祖父涂大章；父涂欽明。母喻氏。慈侍下。兄文璧。弟文豹、文學、文紱、文冕、文渊、文源、文洙、文祯。